# Đông Xuân, Sóc Sơn
Đông Xuân là một xã thuộc huyện Sóc Sơn, thành phố Hà Nội, Việt Nam.
Xã Đông Xuân nằm ở phía nam huyện Sóc Sơn, có địa giới hành chính:
- Phía đông giáp xã Kim Lũ
- Phía tây giáp các xã Phù Lỗ và Mai Đình
- Phía nam giáp huyện Đông Anh với ranh giới là sông Cà Lồ
- Phía bắc giáp các xã Tiên Dược và Đức Hòa.

Xã Đông Xuân có diện tích 7,11 km², dân số năm 1999 là 9.768 người, mật độ dân số đạt 1.374 người/km².